# Kjuli
Kjuli, auch Culi oder Culy, war ein Längenmaß in der Präsidentschaft Madras in Ostindien.
- 1 Kjuli = 6,3763 Meter[1] (In der Praxis nutzte man auch andere Werte.)
- gesetzlich 24 Adies = 1 Kjuli/Culi/Culy = 20,92 Fuß (engl.= 0,3048 Meter); in der Praxis 26 Adies = 22,663 Fuß (engl.)[2]